# Hans Stubenrauch

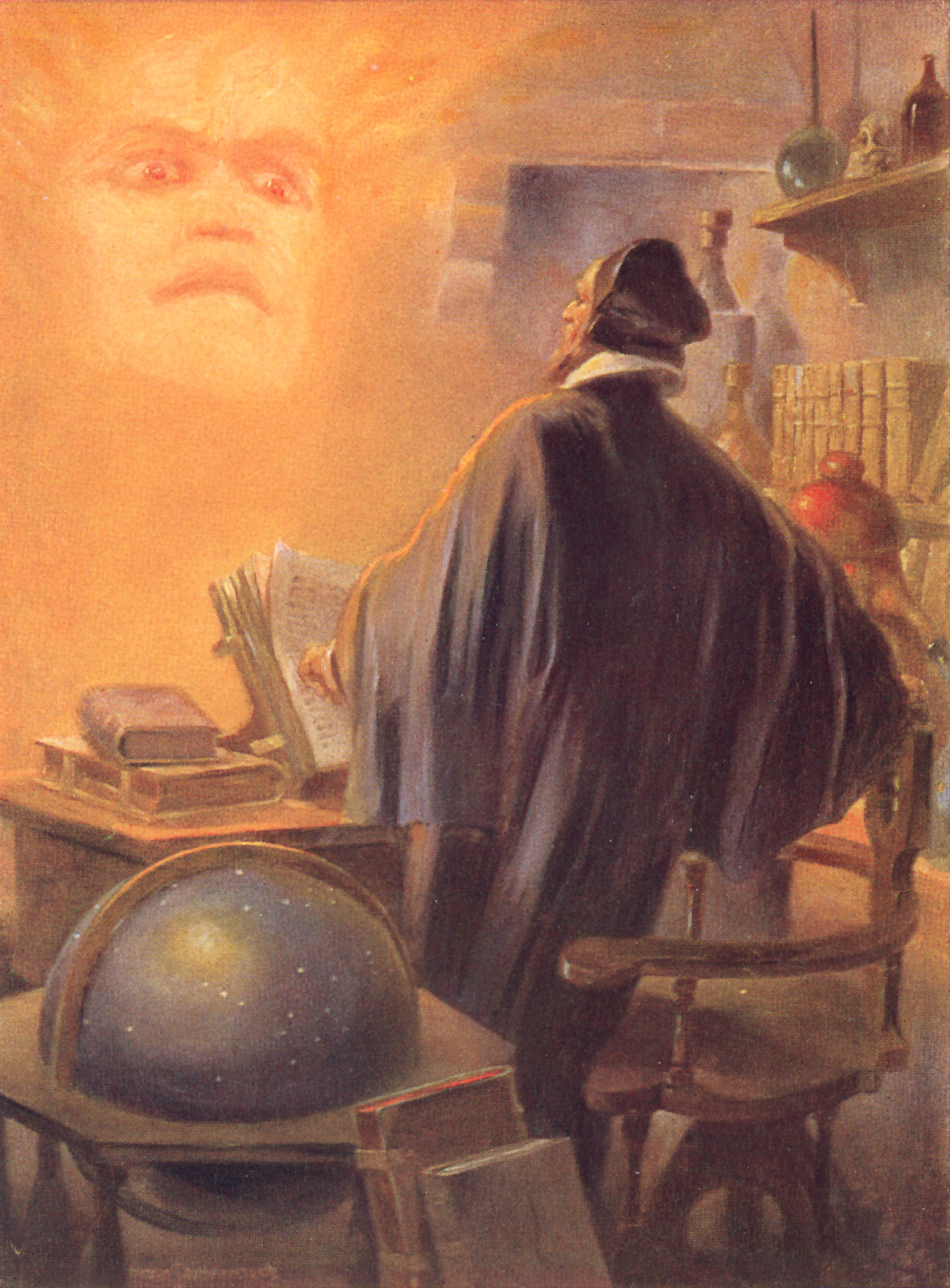
Illustration zu Goethes Faust I. Erscheinung des Erdgeistes

Hans Stubenrauch (* 11. April 1875 in Aschau im Chiemgau; † 1. Juli 1941 Murnau am Staffelsee) war ein deutscher Maler, Aquarellist und Schriftsteller. Er schuf Porträts, Historiendarstellungen und war Illustrator, unter anderem für Bücher.

## Leben
Stubenrauch studierte an der Kunstgewerbeschule Nürnberg bei Heinrich Heim  und der Akademie der Bildenden Künste München bei Nikolaus Gysis, Peter Halm, Heinrich von Zügel.
Er wurde vor allem als Maler und Illustrator bekannt und zeichnete Illustrationen für die Zeitschriften Jugend, die Meggendorfer-Blätter und die Fliegenden Blätter. Er war als Buchillustrator (u. a. „Die Saxo-Saxonen“ von Samar Gregorow) tätig und gab einige Kinderbücher heraus.  Als Bücher brachte auch den „Moos-Berg-Spuk“, ein Heimatbuch heraus, also nicht nur Kinderbücher. Zudem publizierte er Aufsätze in den heimatkundlichen Jahrbüchern des Heimatverbandes Lech-Isar-Land.
Ab 1911 hatte Hans Stubenrauch engere Verbindungen zu Murnau und lebte dort seit 1919. Stubenrauch soll 1923 die Ortsgruppe der NSDAP gegründet und sich selbst als „erster SA-Mann Murnaus“ bezeichnet haben. Beim Festzug zur 600-Jahr-Feier der Marktes Murnau im Jahr 1935 plante er die Darstellungen aus der Geschichte und hat die Entwürfe gezeichnet. Ein Teil seiner Gemälde befindet sich im Schloßmuseum Murnau und im Murnauer Rathaus.
Er starb im Alter von 66 Jahren und wurde in München beerdigt.

### Privatleben
Er war verheiratet mit Anna geborene Schmidt (* 1864 in Kassel; † 1942 in München).

## Mitgliedschaften
- Münchner Corps Vandalia
- Münchener Künstlergenossenschaft
- Süddeutschen Illustratorenbund München
- Reichsverband bildender Künstler Deutschlands

## Ausstellungen
- Wiederholte Beteiligungen an Ausstellungen im Münchner Glaspalast.[3]
- Im Deutschen Museum in München bei der dortigen Kunstausstellung im Jahr 1932.[3]
- In Murnau:[1]
  - 1922 (1. Vorsitzender der Ausstellungsleitung)
  - 1934, 1935, 1936